# Niuafoʻouanische Sprache
Die niuafo'ouanische Sprache gehört zur Gruppe der polynesischen Sprachen und wird auf Tongas nördlichster Insel Niuafoʻou gesprochen. Niuafo'ouanisch ist am nächsten mit Wallisianisch (Ost-Uveanisch) verwandt. Wahrscheinlich ist es sogar als Dialekt des Wallisianischen einzustufen.